# Горацій
Квінт Горацій Флакк (лат. Quintus Horatius Flaccus; 8 грудня 65 до н. е. — 27 листопада 8 до н. е.) — поет «золотої доби» давньоримської літератури, разом з Вергілієм і Овідієм, один з найуславленіших авторів у всій світовій літературі.

## Біографія
Народився 8 грудня 65 р. до н. е. у Венузії (суч. Веноза) в області Апулія на півдні Італії. Батько, про якого сам поет згадував із захватом і преклонінням (про матір він не згадує), був вільновідпущеником. Ремеслом помічника розпорядника аукціонів він заробив на невеликий маєток. Бажаючи щоб здібний юнак здобув гарну освіту, батько привіз Горація до Риму і довірив його виховання відомому граматику і наставнику Орбілію Пупіллу. Сам батько взяв на себе роль «педагога», тобто людини, яка супроводжує дитину до школи (зазвичай цей обов'язок покладався на раба).
У 20 років вирушив до Афін, щоб завершити свою освіту. У 44 до н. е. Марк Юній Брут, один із заколотників, що вбили Цезаря, також прибув до Афін нібито для занять філософією, насправді ж — щоб завербувати серед молодих римлян, які навчалися у Греції, офіцерів своєї майбутньої армії. Коли Марк Антоній і Октавіан відкрили проти «визволителів» воєнні дії, Горацій встав на бік Брута. У 22 роки він одержав чин військового трибуна і супроводжував Брута в Малу Азію. Але переконаним республіканцем Горацій не був; після фатальної для Брута битви при Філіппах (42 до н. е.), він повернувся до Риму, де його маєток був вже конфіскований на користь демобілізованих ветеранів. По загальній амністії Горацію вдалося отримати посаду переписувача-скарбника.
Вірші, написані Горацієм у цей час, привернули увагу Вергілія і Варія Руфа. Вони познайомили молоду людину з Меценатом, і в 38 до н. е. останній прийняв Горація в коло своїх друзів. Меценат був не тільки другом, а й заступником поетів. Він удостоївся вічної вдячності Горація, коли увів його до літературних і політичних кіл Риму, а в 33 до н. е. Горацій одержав від Мецената невелику садибу в Сабінських горах (поблизу суч. Тіволі), завдяки чому йому більше не треба було турбуватися про гроші.
У цей період політика усе ще турбувала поета. Природно, він приєднався до партії свого заступника, хоча ніколи не зрекався стародавніх друзів-республіканців. Горацій став діяльним прихильником Октавіана Августа лише в результаті військового конфлікту між ним і його колишнім союзником Марком Антонієм, що завершився перемогою при Акції (31 до н. е.) і взяттям Александрії (30 до н. е.). Після цих подій Горацій зробив чималий внесок у кампанію, що проводилася Авґустом, з політичного і морального відродження Риму, оскільки був вихідцем із середовища вільновідпущеників, — з тієї соціальної групи, що, збагачувалась від торгівлі і витісняла родову аристократію, стаючи надійною опорою нового режиму.
Звернувшись до поезії в пору розчарування після поразки при Філіппах, Горацій обрав за зразок двох дотепних і уїдливих авторів: у грека Архілоха (бл. 675 до н. е. — бл. 635 до н. е.) він запозичив ямб, у італійця Луцилія (бл. 168 до н. е. — 102/103 до н. е.) — сатиру. Перша книга Сатир Горація (сам він називав їх Sermones, тобто Бесіди), що складалася з десяти віршів, написаних гекзаметром, вийшла бл. 35 до н. е. Після перемоги Октавіана Авґуста, бл. 30 до н. е., Горацій зібрав ще 8 сатир у другій книзі, приєднавши до неї 17 коротких ямбічних творів, названих Еподи. Після цього у творчості Горація відбувся рішучий поворот. Він відшукав розміри, що відповідають своєму нині позитивному умонастроєві, у еолійській ліричній (тобто для виконання під акомпанемент) поезії початку VI ст. до н. е., в Алкея й Сапфо, у них же він черпав і натхнення. Звертався він і до більш легковажної лірики Анакреонта, і до більш розумової й ученої елліністичної поезії. Горацій мистецьки пристосував ці розміри до латинської мови, з легкістю справжнього майстра використовував він і шляхетний алкеїв вірш, і витончену сапфічну строфу, і текучі асклепіади.
У 23 до н. е. він випустив у світ Оди, 88 різноманітних по метриці, розміру (від 8 до 80 рядків) і інтонації віршів, ретельно розподілених по трьох книгах (лат. Carmina, тобто Пісні, Одами їх назвали вже після античності).
У наступні шість років Горацій перестав складати ліричні (в античному значенні слова) вірші. У 20 до н. е. вийшла перша книга написаних гекзаметром Послань, куди ввійшли 20 листів переважно філософського змісту, строгіших за формою, ніж Сатири, але цілком індивідуальних і щирих. В ці роки Горацій у силу ряду причин значною мірою втрачає колишнє легкодумство. Він гостро відчуває, що молодість із усіма її відрадами його залишає. У 23 до н. е. Меценат не догодив Октавіану Августу і був відлучений з позиції найнаближенішої до нього особи. У 19 до н. е. померли шанований Горацієм Вергілій, а також Тібулл. Однак у 17 до н. е. Авґуст доручає Горацію укладання гімну на честь великих Столітніх ігор. Це нарешті принесло Горацію широку популярність, і він повернувся до лірики. При створенні написаних у кілька наступних років 15 од, зібраних в IV книзі, Горацієм рухало відчуття того, що поезія здатна дарувати людині безсмертя. Тут ми знаходимо замилування імператором, а часом і лестощі. Такий саме натхненний, блискучій 1-і вірш з ІІ книги Послань, звернений до Октавіана Августа на пряме його прохання. У ньому обговорюється стан римської поезії, причому Горацій захищає сучасних йому авторів від нападок з боку прихильників старовини.
Час написання знаменитого Послання до Пісонів (названого в пізній традиції Ars Poetica, тобто Поетичне мистецтво) не встановлений, як невідомо і те, коли саме Горацій відповів відмовою на пропозицію Октавіана Авґуста зайняти місце його особистого секретаря.
Светоній розповідає, що на вигляд Горацій був невисокий і гладкий: таким він описується в його власних сатирах. У справах любовних, судячи з розповідей, був він непомірний, і кажуть, що зі своїми коханками він розташовувався в спальні, прибраній дзеркалами, з таким розрахунком, щоб скрізь, куди не глянь, відбивалося б їхнє злягання. Жив він здебільшого на самоті, у своєму сабінскому або тибуртинському маєтку.
У 8 до н. е. Меценат помер, і Горацій пережив його лише на два місяці. Його поховали на Есквіліні поруч з Меценатом.

## Творчість
Всі його твори, крім четвертої книги од і другої книги послань, присвячені Меценатові. «Сатири» і «Послання» написані гекзаметром, і Горацій назвав їх «бесідами»; інші твори написані складними ліричними розмірами.

### Епóди Горація
Перші свої твори Горацій назвав епóдами («приспівами»), це двовірші, де другий рядок є коротшим за перший, немов би «приспівом» до нього. Написані вони під явним впливом елліна Архілоха, ямбами. Щоправда, Горацій відразу заявив, що його вірші схожі на Архілохові лише формою, а не змістом (за легендою, Архілох своїми ямбами довів до самогубства свого земляка Лікамба, який порушив свою обіцянку віддати свою доньку Ніобу за поета)

«…Запозичив я дух Архілоха, / Ритми його, а не зміст, не слова, що Лікамба карали»

### Оди Горація
Горацієві «Оди» вирізняються художньою довершеністю та тематичним розмаїттям. Однією з перлин римської поезії є ода «До Манлія Торквата», присвячена римському ораторові, товаришеві поета. І хто б його знав зараз, якби не рядки Горація. Своєю філософічністю, якимось елегійним смутком ця поезія виходить за межі дружнього послання і зливається з традицією елегії у світовій літературі. Зокрема, тут талановито реалізовано наявний у багатьох наступних творах світової літератури паралелізм у зображенні циклів природи і людського життя:
Білі вже збігли сніги. На луги повертається зелень,
Знов кучерявиться гай.
В красній обнові земля, і знову, спадаючи, води
В'ються в своїх берегах….
…Зиму змагає весна, її ж переборює літо 
Й гине само, як лише 
Осінь розсипле плоди, за нею — на сон лиш багата — 
Вже пробігає зима.
Тоншає місяця серп і знов ясніє уповні.
Ми ж, коли канем туди, 
Звідки Еней не вернувсь, де Анк, де Тулл можновладний, — 
Порохом, тінню стаєм…
Природа оновлюється, зимову «смерть» замінює весняне «воскресіння», але люди, померши, уже не відроджуються, стають «порохом, тінню».
Далі поет висловлює думку, близьку до кредо епікурейців — «лови днину», «зривай день», «càrme diém»: «Рік, і година, та й мить, останок милої днини, / Радять: безсмертя не жди. / Хтозна, чи зводять боги до годин, що поминули, додати / Частку й наступного дня?…»
У першій книзі «Од» Горацій вже вживав цей вислів: «àpre dièm, guàm minimùm crèdula postero» (користуйся днем, і найменше вір у майбутнє"). Адже «…Коли вмреш і коли над тобою в усім своїм блиску / Мінос вершитиме суд — / Ні красномовство, ні рід, ні побожність велика, Торквате, / Сонця не верне тобі…» Це філософічний вірш, у якому знайшла відображення не лише художня майстерність, а й високий інтелект Горація.
Горацій пішов своїм шляхом у літературі, віддавши перевагу чіткому та вишуканому класичному стилю, спираючись — через голови своїх сучасників — на творчість давньогрецьких поетів: Архілоха, Алкея, Сапфо та ін. Показово, що, підбиваючи підсумок свого життя, Горацій особливо підкреслював як свою заслугу саме те, що дав друге життя еллінській ліриці латинською мовою.

## Твори
- (35 до н. е.) Sermonum liber primus або Сатири I
- (30 до н. е.) Epodes (Еподи)
- (30 до н. е.) Sermonum liber secundus або Сатири II
- (23 до н. е.) Carminum liber primus або Оди I
- (23 до н. е.) Carminum liber secundus або Оди II
- (23 до н. е.) Carminum liber tertius або Оди III
- (20 до н. е.) Epistularum liber primus (Послання)
- (18 до н. е.) Ars Poetica, Поетичне мистецтво або Послання до Пісонів
- (17 до н. е.) Carmen Saeculare або Пісня вікового свята
- (14 до н. е.) Epistularum liber secundus (Послання)
- (13 до н. е.) Carminum liber quartus або Оди IV

(Дати приблизні)

## Стиль
Сатири починалися з близького копіювання Луцілія. Навіть опис реальної поїздки Горація з Риму в Брундизій був підказаний віршем Луцілія про подорож по Сицилії. Як і той, Горацій майстерно відтворює невпорядкованість живого мовного потоку, непомітно переходить від одного предмета до іншого, украпляє подекуди мальовничі сценки й алюзії, а також обривки діалогу. До Горація поступово приходить усвідомлення того, що цінність і значення сатир Луцілія — у їхній автобіографічності. В ІІ книзі Сатир Горацій невимушено розвиває цю форму одночасно в двох напрямах: до автобіографічності своїх Послань і до викривальної патетики, що ми звикли зв'язувати насамперед з Ювеналом і з жанром сатири як таким. ІІ книга Послань складається з двох великих трактатів, яким надана відповідна форма: одне послання звернене до Октавіана Авґуста, інше — до Юлія Флора. Щодо більш великого (476 рядків) Поетичного мистецтва античний коментатор повідомляє, що в основі цього твору — трактат Неоптолема Пароського (III ст. до н. е.)
Горацій — поет думки і разом з тим майстер сильного, стиснутого слова і чіткого, конкретного образу. Усі ці моменти присутні вже в ранній творчості, але поету не завжди вдається створити з них єдине художнє ціле, і образний бік виявляється нерідко лише ілюстрацією для відстороненого міркування. Більшої цілісності Горацій досягає у своїх пізніших творах.
Навіть за деякими фрагментами Архілоха, що дійшли до нас, ми можемо зробити висновок, що у своїх Еподах Горацій запозичає в Архілоха якусь ідею, а потім розвиває її згідно зі своїм, як правило більш добродушним, умонастроєм. Також і в Одах він бере в Алкея або в іншого грецького поета ідею, а потім додає їй такий напрям, що жодним образом не міг з'явитися в оригіналі. Якщо казати про формальний бік, для цих ліричних творів характерна винахідлива продуманість аж до найменших деталей, метрична розмаїтість, дбайливість у словах, їхня благозвучність і дивне витончене розташування. Тут використане все краще, що дали латинській мові обороти Цицеронових промов. Майже усі вірші до когось звернені. Це явно на них позначається: по інтонації все це скоріше напучувальні або підбадьорливі, ніж чисто особисті твори. Багато з них написані з якоїсь нагоди (так, принаймні, у них стверджується). Для співу призначалися не всі оди. Є тут і величні патріотичні гімни (під впливом Піндара), насамперед перші шість в III книзі. Любов не викликає в поета глибоких почуттів, пристрасть виявляє себе тільки в Еподах. В Одах поет, що досяг зрілих років, перетворюється в байдужого глядача людської комедії, готового посміятися як над чужим, так і над своїм невіглаством. Є в Горація і чарівні вірші, присвячені сільському життю.

## Спадок
У Римі Горація читали в школах, складали коментарі до його творів, йому наслідували. У III ст. Помпонієм Порфиріоном було складено дуже цінний та цікавий коментар до творів Горація. У Середні віки Горація шанували як мораліста, автора написаних гекзаметром сатир. Йому, «сатирику Горацію», Данте відводить місце в Лімбі слідом за Вергілієм і Гомером. Відродження по справжньому відкрило Горація. Петрарка (1347) придбав рукопис з його творами, і в деяких віршах у нього проявляється явний вплив Горація. Гуманісти вважали Горація цілком своїм, але його високо цінували і єзуїти, тому що вихолощений або християнізований Горацій міг давати позитивний моральний вплив на учнів. Намальована ним картина простого сільського життя була по душі людям подібної з ним долі, що дотримувались близьких смаків, якими були Петрарка, Ронсар, Монтень. Особливо високо цінувався досить умовний у вираженні почуттів 2-й епод. В Англії першим популяризатором Горація став Бен Джонсон, під безсумнівним впливом Горація виникали і деякі сонети Мілтона. Ці поети, а також літератори XVII ст. розуміли Горація краще, ніж більшість його шанувальників у XVIII ст., чиї поверхневі захвати скоріше зашкодили його репутації. У той же час ліричні розміри Горація використовувалися й у латинському віршуванні, особливо вдало це робив німецький гуманіст Конрад Цельтіс (1459—1508), що впровадив, крім того, звичай співати оди Горація в школі, що зробилося в XVI ст. загальнопоширеною практикою. Згодом Горація стали перекладати на нові європейські мови, найвдаліше на німецьку. Трактат «Мистецтво поезії» вплинув на літературну критику. Це з нього запозичалися класичні принципи, посиланнями на нього обґрунтовувалися намагання приборкати надмірності бароко. Однак рухам романтиків було не по дорозі зі співаком розсудливості, урівноваженості і помірності, і з того часу популярність Горація більше не піднімалася на колишню висоту.

## Відлуння в Україні
Твори Горація були високо поціновані і в Україні. Трактат Горація «Послання до Пізонів» часто згадує ректор Києво-Могилянської академії Ф. Прокопович у праці «Про поетичне мистецтво», написаній «для юнацтва» в 1705 р. Повний переклад трактату Горація українською мовою «Про поетичне мистецтво» зробив А. Содомора. Особливі заслуги в справі популяризації поезій Горація в Україні має письменник-гуманіст Павло Русин із Кросна. Твори Горація вивчали у братських школах, Києво-Могилянській академії, на нього посилалися частіше, ніж на інших «латинців». Ф. Прокопович закликав вчитись у Горація майстерності. Г. Сковорода «претолковал малоросійським діалектом» його оди, зокрема, гораціанські мотиви звучать у збірці «Сад божественных песней». Наслідуючи І. Котляревського, котрий «українізував» «Енеїду», Горація переспівували П. Гулак-Артемовський та Л. Боровиковський. Поезія Горація знайшла нове життя в перекладах І. Франка та В. Щурата. У вітчизняний час надруковано численні переклади творів Горація українською мовою М. Білика, Миколи Зерова, А. Содомори, Бориса Тена та ін.